# Armageddon Dildos
Armageddon Dildos é uma banda alemã de EBM, formada por Uwe Kanka (vocalista) and Dirk Krause (Sintetizador) em 1988. Em abril de 2007, a banda embarcou em uma turnê pelos EUA, marcando os primeiros shows ao vivo da banda nos EUA em mais de uma década.

## Discografia
- East West – (12") 1990 - Zoth Ommog
- Never Mind/Pleasure – (12") 1990 - Zoth Ommog
- Homicidal Maniac – (12") 1992 - Zoth Ommog • (CD Maxi) 1992 - Zoth Ommog • (12") 1993 - Sire Records • (CD Maxi) 1993 - Sire Records
- Fear – (CD EP) 1993 - Zoth Ommog
- Homicidal Dolls – (CD Álbum) 1993 - Zoth Ommog, Sire Records
- 07 104 – (CD) 1994 - Zoth Ommog, Semaphore
- Come Armageddon – (12") 1994 - Sire Records • (CD Maxi) 1994 - Sire Records
- Lost – (CD Álbum) 1994 - Zoth Ommog • (CD) 1995 - Sire Records
- Too Far To Suicide – (CS Single) 1995 - Sire Records
- We Are What We Are – (12") 1996 - Metronome • (CD Single) 1996 - Metronome
- Blue Light – (CD Maxi) 1997 - RCA
- Open Up Your Eyes – (CD Maxi) 1997 - BMG Ariola Hamburg GmbH, RCA
- Speed – (CD Álbum) 1997 - BMG
- Eastwest 2000 – (CD Maxi) 1999 - Zoth Ommog
- Re:Match – (CD Álbum) 1999 - Zoth Ommog
- Morgengrauen – (CD) 2003 - Electric Blue
- Sangreal – (CD) 2005 - Ausfahrt